# 川村ハツエ
川村 ハツエ（かわむら ハツエ、1931年11月24日 - 2012年2月11日）は、日本の歌人、翻訳家。

## 略歴
茨城県大宮町（現常陸大宮市）生まれ。茨城大学文理学部英文科卒。
英語教諭を経て1970年「茨城歌人」に入会。1980年「かりん」に入会、馬場あき子に師事。
埼玉純真女子短期大学、戸板女子短期大学、流通経済大学講師などをしながら歌作を行った。
また英語による日本文学研究の翻訳や短歌の国際化活動にも携わり、日本歌人クラブ発行の英語短歌誌「TANKA JOURNAL」の編集長を務めた。
歌集『孔雀青』で茨城新聞社賞、日本歌人クラブ北関東ブロック優良歌集賞受賞。著書『TANKAの魅力』で日本英学史学会豊田実賞、茨城文学賞受賞。
茨城新聞歌壇選者などを務めた。

## 著書
- 『ノアの虹 川村ハツエ歌集』（国文社、浅紅叢書） 1981.10
- 『能のジャポニスム』（七月堂、かりん百番） 1987.7
- 『花を啣む 川村ハツエ歌集』（雁書館、かりん叢書） 1988.8
- 『Tankaの魅力』（七月堂、かりん百番） 1992.5
- 『孔雀青 川村ハツエ歌集』（短歌研究社、かりん叢書） 1994.5
- 『F.V.ディキンズ 日本文学英訳の先駆者』（七月堂、続かりん百番） 1997.1
- 『茨城県の歌人たち 筑波山周辺』（土浦短歌同好会共編、土浦短歌同好会、短歌つちうら叢書）　2000.11
- 『地虫怯まず 川村ハツエ歌集』（角川書店、かりん叢書）　2000.2
- 『国際化した日本の短詩 Internationalization of Japanese poems』（速川和男, 吉村侑久代共著、中外日報社）　2002.2
- 『筑波山 』（Amelia Fielden訳、Five islands press）　c2002.
- 『霞ケ浦と文学 第3巻 (近代韻文編)』（小野孝尚共編、常陽新聞新社）　2004.3
- 『大野誠夫秀歌鑑賞200』（本阿弥書店） 2004.5

## 翻訳
- 『日本文学史』（W・G・アストン、七月堂、かりん百番） 1985.4
- 『日本人の古典詩歌』（B・H・チェンバレン、七月堂、かりん百番） 1987.2
- 『日本の詩歌 うた』（アーサー・ウェリー訳註、雁書館、かりん百番） 1989.4
- 『Breasts of snow : Fumiko Nakajo: her tanka and her life (中城ふみ子）』（Hatsue Kawamura, Jane Reichhold、The Japan Times, Ltd.,）　2004.4